# Epidaurus-Festival
Das Epidaurus-Festival (griechisch Φεστιβάλ Επιδαύρου), auch Epidávria (Επιδαύρια) genannt, ist ein antikes Theaterfestival das jedes Jahr in den Sommermonaten (freitags und samstags im Juli und August) im antiken Theater von Epidauros auf dem archäologischen Gelände des Asklepions stattfindet. Es wird im Rahmen des Athen-Epidaurus-Festivals organisiert. Auf dem Programm stehen Tragödien von Aischylos, Sophokles und Euripides sowie überlieferte Komödien von Aristophanes. Bei einigen Aufführungen handelt es sich lediglich um Wiederaufnahmen antiker Mythen oder um zeitgenössische Stücke, die auf der Grundlage antiker Dramen geschrieben wurden.

## Geschichte
Das Festival findet im antiken Theater von Epidauros statt, das 10.000 Zuschauer fasst und für seine besondere Akustik bekannt ist. Gegründet wurde es 1955, zeitgleich mit dem Athener Festival, dank der Bemühungen des damaligen Ministers der Präsidentschaft und späteren Premierministers Georgios Rallis. In den ersten Jahren seines Bestehens war die Griechische Tourismusorganisation für die Verwaltung des Epidaurus-Festivals und des Athen-Festivals zuständig.
Es wurde am 19. Juni 1955 mit einer Aufführung von Euripides’ Hekabe (unter der Regie von Alexis Minotis mit Katina Paxinou in der gleichnamigen Rolle) offiziell eröffnet und widmete sich Aufführungen antiker Tragödien und ab 1957 Aufführungen antiker Komödien durch das Nationaltheater, wo Alexis Solomos die Stücke von Aristophanes, beginnend mit Lysistrata. 1959 erregte die Aufführung der Vögel von Aristophanes durch Karolos Koun mit Musik von Manos Hadjidakis und Bühnenbildern und Kostümen von Yannis Tsarouchis sowohl den Beifall des Publikums als auch den Widerstand der Bevölkerung und wurde schließlich nach Intervention der Regierung zurückgezogen.
Etwa zwanzig Jahre lang wurden die Aufführungen in Epidaurus dem Nationaltheater und Schauspielern wie Paxinoú, Minotís, Synodinoú, Aróni und Nézer anvertraut. 1960 und 1961 trat Maria Callas in Epidaurus in Norma von Vincenzo Bellini (1960) bzw. Medea von Luigi Cherubini (1961) auf. 1965 wurden im Theater von Epidauros die Verdammnis des Faust von der Pariser Oper unter der Regie und Choreographie von Maurice Béjart und das Requiem von Giuseppe Verdi unter der Leitung von Herbert von Karajan und den Berliner Philharmonikern aufgeführt. Während der Diktatur stagnierte das Festival und es gab eine allgemeine Tendenz zur Selbstbeschau und zum Rückzug.
In der Zeit des Metapolitefsi, genauer gesagt 1975, durften erstmals auch Ensembles außerhalb des Nationaltheaters auf der Bühne des Antiken Theaters auftreten, darunter das Karolos-Koun-Kunsttheater (Die Vögel) und das Staatstheater von Nordgriechenland (Elektra). 1980 nahm das Amphi-Theater von Spyros Evangelatos mit Menanders Epitrépontes am Festival teil, ebenso wie die Theatralische Organisation von Zypern mit Euripides’ Schutzflehenden, unter der Regie von Nikos Charalambous. Zwei Jahre später (1982) präsentierte Peter Hall mit dem Royal National Theatre Aischylos’ Orestie und war damit der erste ausländische Regisseur, der am Epidaurus Festival teilnahm.
Seit seinen Anfängen bis heute hat das Epidaurus-Festival die größten griechischen Regisseure und Schauspieler sowie viele andere große Künstler empfangen, darunter Yannis Moralis, Yannis Tsarouchis, Giorgos Vakalo, Manos Hadjidakis, Mikis Theodorakis, Giannis Markopoulos, Stavros Xarchakos und Iannis Xenakis. Hinzu kommen Aufführungen führender ausländischer Ensembles und die Zusammenarbeit mit ausländischen Regisseuren, Schauspielern und anderen Mitwirkenden, darunter Peter Hall, Peter Stein, Tadashi Suzuki, Luca Ronconi, Valeri Fokine, Thomas Ostermeier, Pina Bausch, Montserrat Caballé, José Carreras, Fiona Shaw, Gérard Depardieu und Kevin Spacey. Die Aufführungen bei den Festspielen werden oft zu einem Thema, das in der Öffentlichkeit diskutiert wird, und führen zu positiven oder gemischten Kritiken.
Neben dem Epidaurus-Festival finden im Kleines Theater von Palea Epidavros Aufführungen (zunächst nur musikalische, später auch theatralische) statt. Die Einrichtung wurde 1995 versuchsweise mit dem „Musikalischen Juli“ (griechisch Μουσικός Ιούλιος) ins Leben gerufen und hatte großen Erfolg, so dass sie eingeweiht und in das Athen-Epidaurus-Festival integriert wurde.

## Referenzen
1. 1 2 3 4 5  Kóstas Georgoussópoulos: Προς αμνήμονες. (deutsch: Für Amnesiekranke). In: tanea.gr. Ta Nea, 15. April 2016, abgerufen am 5. März 2024 (griechisch).
2. ↑  Argyró Bozóni: «Ψείρες» στην Επίδαυρο: Πρέπει να χρησιμοποιούνται ή όχι;. (deutsch: Mikrofone in Epidaurus: Sollen sie benutzt werden oder nicht?). In: lifo.gr. LiFO, 25. Juli 2023, abgerufen am 29. Februar 2024 (griechisch).
3. ↑  Ólga Psychogioú: Αρχαιολογικός χώρος Ασκληπιείου Επιδαύρου: Περιγραφή. (deutsch: Archäologische Stätte des Asklepions von Epidaurus: Beschreibung). In: odysseus.culture.gr. Ministerium für Kultur, abgerufen am 29. Februar 2024 (griechisch).
4. ↑  Η συμβολή του Ε.Ο.Τ. (deutsch: Der Beitrag der griechischen Tourismusorganisation). In: tourismmuseum.gr. Museum für Tourismus, abgerufen am 30. Januar 2024 (griechisch).
5. ↑  Φεστιβάλ Επιδαύρου – 11 Ιουλίου 1954. (deutsch: Epidaurus-Festival - 11. Juli 1954). In: ertnews.gr. Elliniki Radiofonia Tileorasi, 11. Juli 2016, abgerufen am 15. September 2023 (griechisch).
6. 1 2 3  Φεστιβάλ Επιδαύρου. (deutsch: Epidaurus-Festival). In: hellenicfestival.gr. Helenic Festival, 3. September 2006, archiviert vom Original am 3. September 2006; abgerufen am 30. Januar 2024 (griechisch).
7. ↑  Dió Kangelári: Έναρξη Φεστιβάλ Επιδαύρου-Αθηνών. (deutsch: Beginn des Athen-Epidaurus-Festivals). In: kathimerini.gr. Kathimerini, 10. Juni 2019, abgerufen am 30. Januar 2024 (griechisch).
8. ↑  Σολομός Αλέξης. (deutsch: Solomós Aléxis). In: theatre.uoa.gr. Nationale und Kapodistrias-Universität Athen, abgerufen am 16. Februar 2024 (griechisch).
9. 1 2 3 4  Ιστορία. (deutsch: Geschichte). In: aefestival.gr. Athen-Epidaurus-Festival, abgerufen am 16. Februar 2024 (griechisch).
10. ↑  Αριστοφάνη, Όρνιθες. (deutsch: Aristophanes's Birds). In: aefestival.gr. Athens-Epidaurus Festival, abgerufen am 16. Februar 2024 (griechisch).
11. 1 2 3  Myrtó Lovérdou: Οι ξένοι στην Επίδαυρο. (deutsch: Ausländer in Epidaurus). In: tovima.gr. To Vima, 24. November 2008, abgerufen am 20. Februar 2024 (griechisch).
12. 1 2  Εχει όρια η Επίδαυρος;. (deutsch: Gibt es Grenzen für Epidaurus?). In: tovima.gr. To Vima, 25. November 2008, abgerufen am 7. März 2024 (griechisch).
13. ↑  Ιστορία. (deutsch: Geschichte). In: theatro-technis.gr. Karolos-Koun-Kunsttheater, abgerufen am 9. Februar 2024 (griechisch).
14. ↑  Spýros Kakouriótis: Η Μεταπολίτευση ’74-75. Στιγμές μιας μετάβασης. (deutsch: Eine schwache und unmögliche Kontinuität: Metapolítefsi im Nationaltheater). Hrsg.: V. Karamanolákis, I. Nikolakópoulos, T. Sakellarópoulos. Themélio Verlag, Athen 2016, Αδύναμη και αδύνατη συνέχεια: Η Μεταπολίτευση στο Εθνικό Θέατρο, S. 220–222 (griechisch, academia.edu).
15. ↑  Gogó Varzelióti, Pláton Mavromoústakos: «Σκηνή και Αμφιθέατρο» – Αφιέρωμα στον Σπύρο Α. Ευαγγελάτο. (deutsch: "Bühne und Amphitheater" - Eine Hommage an Spýros A. Evangelátos). In: theatre.uoa.gr. Nationale und Kapodistrias-Universität Athen, 2018, S. 69–99 (griechisch).
16. ↑  Ιστορία. (deutsch: Geschichte). In: thoc.org.cy. Theatralische Organisation von Zypern, abgerufen am 19. Februar 2024 (griechisch).
17. 1 2  Argyró Bozóni: Επίδαυρος: Τι θυμάμαι από το πιο ωραίο θέατρο του κόσμου. (deutsch: Epidaurus: meine Erinnerungen an das schönste Theater der Welt). In: lifo.gr. LiFO, 7. Juli 2023, abgerufen am 20. Februar 2024 (griechisch).
18. ↑  Sándra Voúlgari: Τελευταία υπόκλιση της Πίνα Μπάους. (deutsch: Der letzte Gruß von Pina Bausch). In: kathimerini.gr/. Kathimerini, 5. Juli 2009, abgerufen am 5. März 2024 (griechisch).
19. ↑  Tilémachos Anagnóstou: Η δεκαετία του Γιώργου Λούκου. (deutsch: Das Jahrzehnt des Giórgos Loúkos). In: aefestival.gr. Athen-Epidaurus-Festival, 29. Mai 2015, abgerufen am 5. März 2024 (griechisch).
20. ↑  Μουσικός Ιούλιος στη Μικρή Επίδαυρο. (deutsch: Musikalischer Juli im Kleinen Epidaurus). In: in.gr. in.gr, 7. Juli 2000, abgerufen am 12. Februar 2024 (griechisch).
21. ↑  Φεστιβάλ Μικρού Θεάτρου Αρχαίας Επιδαύρου. (deutsch: Festival des Kleinen Theaters von Palea Epidavros). In: hellenicfestival.gr. Helenic Festival S. A., 17. Juni 2006, archiviert vom Original am 17. Juni 2006; abgerufen am 5. März 2024 (griechisch).